# 11437 Cardalda
11437 Cardalda è un asteroide areosecante della fascia principale. Scoperto nel 1971, presenta un'orbita caratterizzata da un semiasse maggiore pari a 1,8626718 UA e da un'eccentricità di 0,0982360, inclinata di 22,89220° rispetto all'eclittica.